# Campeonato Gaúcho de Futebol de 1961 - Série A
O Campeonato Gaúcho de Futebol de 1961 foi a 41ª edição da competição no Estado do Rio Grande do Sul. Este ano é marcado pela criação da Divisão Especial. O campeonato envolvendo doze clubes numa disputa em turno e returno teve seu início em 4 de junho e seu término em 9 de dezembro de 1961. O campeão deste ano foi o Internacional.

## Regulamento
As doze equipes se enfrentam em turno e returno. O clube com mais pontos é declarado o campeão e representa o Rio Grande do Sul na Taça Brasil 1962. O primeiro critério de desempate é saldo de gols. Os dois últimos colocados enfrentam os dois primeiros colocados do Torneio de Acesso no Torneio da morte para definir 2 vagas no Campeonato Gaúcho - Divisão Especial 1962.
Pela primeira vez o campeonato deixaria de ser disputado apenas pelos campeões regionais, sendo necessário estabelecer um critério para que isto fosse posto em prática. No início de 1961, a Federação Gaúcha de Futebol definiu que seriam classificados 8 clubes  a partir do campeonato metropolitano de 1961, 2 clubes a partir do campeonato de Pelotas de 1961 e os campeões dos campeonatos municipais de Bagé e Rio Grande de 1960.

## Participantes
| Equipe          | Cidade        | Participação | Participação | Participação | Melhor campanha    |
| Equipe          | Cidade        | Consec       | Total        | Última       | Melhor campanha    |
| --------------- | ------------- | ------------ | ------------ | ------------ | ------------------ |
| Aimoré          | São Leopoldo  | 1ª           | 1ª           | —            | —                  |
| Cruzeiro        | Porto Alegre  | 1ª           | 2ª           | 1929         | Campeão (1929)     |
| Farroupilha     | Pelotas       | 1ª           | 9ª           | 1959         | Campeão (1935)     |
| Flamengo        | Caxias do Sul | 1ª           | 1ª           | —            | —                  |
| Floriano        | Novo Hamburgo | 1ª           | 18ª          | 1952         | 2º Lugar (5 vezes) |
| Grêmio          | Porto Alegre  | 6ª           | 19ª          | 1960         | Campeão (12 vezes) |
| Guarany de Bagé | Bagé          | 1ª           | 11ª          | 1959         | Campeão (2 vezes)  |
| Internacional   | Porto Alegre  | 1ª           | 17ª          | 1955         | Campeão (15 vezes) |
| Juventude       | Caxias do Sul | 1ª           | 3ª           | 1940         | 4º Lugar (2 vezes) |
| Pelotas         | Pelotas       | 2ª           | 9ª           | 1960         | Campeão (1930)     |
| Riograndense    | Rio Grande    | 1ª           | 8ª           | 1957         | Campeão (1939)     |
| São José        | Porto Alegre  | 1ª           | 1ª           | —            | —                  |

## Jogos

### 1º Turno
| 4 de Junho de 1961 | Flamengo     | 1 – 3 | Farroupilha                               | Caxias do Sul                         |  |
|                    | Fagundes 71' | [ 3 ] | 31' Zé Francisco · 48' Lelo · 58' Canhoto | Renda: R$ Cr$ 62 mil Árbitro: Juanola |  |

| 4 de Junho de 1961 | Pelotas                          | 2 – 1 | Aimoré         | Pelotas                                      |  |
|                    | Amancio 13' (contra) · Cesar 18' | [ 3 ] | 1' Heitorzinho | Renda: R$ Cr$ 100 mil Árbitro: Lorenzo Sacon |  |

| 4 de Junho de 1961 | Floriano                             | 3 – 0 | São José-RS | Novo Hamburgo           |  |
|                    | Raymundo 24' · Miguel 33' · Vevê 49' | [ 3 ] |             | Árbitro: Theodoro Nitti |  |

| 5 de Junho de 1961 | Guarany de Bagé                                        | 3 – 2 | Riograndense  | Bagé                    |  |
|                    | Solis Rodrigues 17' · Tupanzinho 61' · João Borges 80' | [ 3 ] | 16' 45' Jorcy | Árbitro: Omar Rodrigues |  |

| 6 de Junho de 1961 | Internacional                                              | 7 – 1 | Juventude   | Porto Alegre                                                                 |  |
|                    | Alfeu 1' 24' 49' · Sérgio 9' · Flávio 55' · Gilberto 88' · | [ 4 ] | Gol marcado | Estádio: Estádio dos Eucaliptos Renda: R$ Cr$ 403 mil Árbitro: Camilo Brusca |  |

| 11 de Junho de 1961 | Cruzeiro-RS                                       | 4 – 1 | São José-RS | Porto Alegre                                |  |
|                     | Elário 17' · Raul 27' · Paulinho 41' · Torres 58' | [ 5 ] | 81' Almir   | Renda: R$ Cr$ 67 mil Árbitro: Teodoro Nitti |  |

| 11 de Junho de 1961 | Aimoré                                                | 4 – 3 | Guarany de Bagé                              | São Leopoldo                           |  |
|                     | Parobé 17' · Uga 29' · Fernando 48' · Heitorzinho 86' | [ 5 ] | 81' Sérgio · 84' Pirão · 88' Solis Rodrigues | Renda: R$ Cr$ 110 mil Árbitro: Juanola |  |

| 11 de Junho de 1961 | Farroupilha          | 2 – 1 | Floriano | Pelotas                                       |  |
|                     | Lelo 6' · Edelfo 20' | [ 5 ] | 14' Vevê | Renda: R$ Cr$ 114 mil Árbitro: Daniel Lorenzo |  |

| 11 de Junho de 1961 | Riograndense       | 1 – 3 | Internacional              | Rio Grande                                    |  |
|                     | Eli Bernardino 45' | [ 5 ] | 6' 75' Sapiranga · 41' Oli | Renda: R$ Cr$ 331 mil Árbitro: Omar Rodrigues |  |

| 18 de Junho de 1961 | Internacional   | 1 – 1 | Farroupilha   | Porto Alegre                                 |  |
|                     | Sérgio Lopes 1' | [ 6 ] | 18' Nei Silva | Renda: R$ Cr$ 670 mil Árbitro: Teodoro Nitti |  |

| 18 de Junho de 1961 | Floriano                                   | 3 – 0 | Juventude | Novo Hamburgo           |  |
|                     | Giovani 39' · Casquinha 72' · Raimundo 76' | [ 6 ] |           | Árbitro: Omar Rodrigues |  |

| 18 de Junho de 1961 | Flamengo   | 1 – 1 | Aimoré     | Caxias do Sul                         |  |
|                     | Macalé 44' | [ 6 ] | 25' Parobé | Renda: R$ Cr$ 77 mil Árbitro: Juanola |  |

| 18 de Junho de 1961 | Pelotas                     | 2 – 1 | Riograndense | Pelotas                                      |  |
|                     | Enio Souza 34' · Valmir 60' | [ 6 ] | 11' Haroldo  | Renda: R$ Cr$ 106 mil Árbitro: Daniel Saccon |  |

| 18 de Junho de 1961 | Guarany de Bagé | 1 – 1 | Cruzeiro-RS | Bagé                                         |  |
|                     | Tupãzinho 40'   | [ 6 ] | 84' Elário  | Renda: R$ Cr$ 181 mil Árbitro: Camilo Brusca |  |

| 25 de Junho de 1961 | Internacional           | 3 – 1 | Pelotas        | Porto Alegre                           |  |
|                     | Oli 27' 58' · Larry 47' | [ 7 ] | 13' Enio Souza | Renda: R$ Cr$ 771 mil Árbitro: Juanola |  |

| 25 de Junho de 1961 | Aimoré                                 | 3 – 1 | São José-RS | São Leopoldo                                |  |
|                     | Parobé 17' · Soligo 37' · Fernando 81' | [ 7 ] | 2' Alteu    | Renda: R$ Cr$ 34 mil Árbitro: Teodoro Nitti |  |

| 25 de Junho de 1961 | Juventude | 1 – 1 | Cruzeiro-RS | Caxias do Sul                             |  |
|                     | Joel 30'  | [ 7 ] | 50' Elário  | Renda: R$ Cr$ 84 mil Árbitro: Daniel Saco |  |

| 25 de Junho de 1961 | Farroupilha   | 1 – 0 | Guarany de Bagé | Pelotas                                      |  |
|                     | Ney Silva 85' | [ 7 ] |                 | Renda: R$ Cr$ 177 mil Árbitro: Camilo Brusca |  |

| 25 de Junho de 1961 | Riograndense | 1 – 3 | Flamengo                          | Rio Grande                                    |  |
|                     | Betinho 55'  | [ 7 ] | 6' Ilton · 11' Macalê · 31' Jorge | Renda: R$ Cr$ 129 mil Árbitro: Omar Rodrigues |  |

| 29 de Junho de 1961 | Riograndense            | 2 – 5 | Cruzeiro-RS                                     | Rio Grande                                  |  |
|                     | Aribez 4' · Betinho 33' | [ 8 ] | 7' 56' Cará · 76' Paulo Heineck · 81' 85' Mauro | Renda: R$ Cr$ 118 mil Árbitro: Daniel Sacon |  |

| 29 de Junho de 1961 | Pelotas              | 2 – 2 | São José-RS              | Pelotas                |  |
|                     | Cléo 19' · Cesar 60' | [ 8 ] | 3' Alexandre · 32' Alteu | Árbitro: Teodoro Nitti |  |

| 29 de Junho de 1961 | Flamengo | 0 – 0 | Guarany de Bagé | Caxias do Sul                          |  |
|                     |          | [ 8 ] |                 | Renda: R$ Cr$ 106 mil Árbitro: Juanola |  |

| 2 de Julho de 1961 | Grêmio                       | 3 – 0 | Juventude | Porto Alegre                                 |  |
|                    | Milton 10' · Lumumba 30' 64' | [ 9 ] |           | Renda: R$ Cr$ 647 mil Árbitro: Teodoro Nitti |  |

| 2 de Julho de 1961 | Flamengo | 0 – 1 | Internacional | Caxias do Sul                                 |  |
|                    |          | [ 9 ] | 80' Larry     | Renda: R$ Cr$ 320 mil Árbitro: Omar Rodrigues |  |

| 2 de Julho de 1961 | Floriano                       | 3 – 2 | Aimoré              | Novo Hamburgo                                |  |
|                    | Casquinha 13' · Miguel 26' 90' | [ 9 ] | 38' 65' Chico Preto | Renda: R$ Cr$ 101 mil Árbitro: Camilo Brusca |  |

| 2 de Julho de 1961 | Farroupilha              | 2 – 2 | Cruzeiro-RS  | Pelotas                                |  |
|                    | Nei Silva 16' · Lelo 52' | [ 9 ] | 30' 72' Cará | Renda: R$ Cr$ 175 mil Árbitro: Juanola |  |

| 2 de Julho de 1961 | Guarany de Bagé         | 3 – 1 | Pelotas  | Bagé |  |
|                    | Max 20' 70' · Picão 78' | [ 9 ] | 33' Arli |      |  |

| 2 de Julho de 1961 | Riograndense            | 2 – 1 | São José-RS  | Rio Grande                              |  |
|                    | Bangu 55' · Bocanha 55' | [ 9 ] | 30' Osquinha | Renda: R$ Cr$ 128 mil Árbitro: Cavedini |  |

| 9 de Julho de 1961 | Grêmio                     | 3 – 1  | Cruzeiro-RS | Porto Alegre                                 |  |
|                    | Marino 13' 72' · Gessy 88' | [ 10 ] | 26' Torres  | Renda: R$ Cr$ 742 mil Árbitro: Camilo Brusca |  |

| 9 de Julho de 1961 | Aimoré | 0 – 2  | Internacional                    | São Leopoldo                                 |  |
|                    |        | [ 10 ] | 36' Sapiranga · 60' Sérgio Lopes | Renda: R$ Cr$ 929 mil Árbitro: Teodoro Nitti |  |

| 9 de Julho de 1961 | Pelotas                    | 2 – 1  | Flamengo     | Pelotas                                     |  |
|                    | Bedeu 20' · Enio Souza 88' | [ 10 ] | 29' Fagundes | Renda: R$ Cr$ 109 mil Árbitro: Daniel Sacon |  |

| 9 de Julho de 1961 | Riograndense | 1 – 1  | Farroupilha | Rio Grande |  |
|                    | Sanchez 44'  | [ 10 ] | 9' Lelo     |            |  |

| 9 de Julho de 1961 | Guarany de Bagé | 2 – 1  | Floriano     | Bagé                                          |  |
|                    | Max 9' 81'      | [ 10 ] | 74' Raimundo | Renda: R$ Cr$ 188 mil Árbitro: Omar Rodrigues |  |

| 16 de Julho de 1961 | Grêmio                    | 2 – 0  | Aimoré | Porto Alegre |  |
|                     | Gol marcado · Gol marcado | [ 11 ] |        |              |  |

| 16 de Julho de 1961 | Floriano                                                                          | 6 – 0  | Riograndense | Novo Hamburgo |  |
|                     | Gol marcado · Gol marcado · Gol marcado · Gol marcado · Gol marcado · Gol marcado | [ 11 ] |              |               |  |

| 16 de Julho de 1961 | Pelotas | 0 – 1  | Cruzeiro-RS       | Pelotas                                       |  |
|                     |         | [ 11 ] | 52' Raul Tagliari | Renda: R$ Cr$ 127 mil Árbitro: Omar Rodrigues |  |

| 17 de Julho de 1961 | Guarany de Bagé                         | 5 – 0  | São José-RS | Bagé                                  |  |
|                     | Picão · Solis Rodrigues · José · Sérgio | [ 11 ] |             | Renda: R$ Cr$ 25 mil Árbitro: Juanola |  |

| 19 de Julho de 1961 | Grêmio                                                  | 6 – 2  | Flamengo                        | Porto Alegre                                 |  |
|                     | Lumumba 2' 49' · Paulo 11' · Gessy 41' 43' · Vieira 56' | [ 12 ] | 8' Tarica · 63' Sérigo (contra) | Renda: R$ Cr$ 320 mil Árbitro: Teodoro Nitti |  |

| 23 de Julho de 1961 | Floriano     | 1 – 2  | Grêmio           | Novo Hamburgo                                 |  |
|                     | Casquinha 3' | [ 13 ] | 52' Marino · 59' | Renda: R$ Cr$ 877 mil Árbitro: Omar Rodrigues |  |

| 23 de Julho de 1961 | Internacional                                                       | 5 – 0  | São José-RS | Porto Alegre                           |  |
|                     | Gol marcado · Gol marcado · Gol marcado · Gol marcado · Gol marcado | [ 13 ] |             | Renda: R$ Cr$ 641 mil Árbitro: Juanola |  |

| 23 de Julho de 1961 | Cruzeiro-RS | 1 – 4  | Flamengo                                          | Porto Alegre                                 |  |
|                     | Mauro 36'   | [ 13 ] | 4' Ilton · 22' Macalé · 62' Tarica · 70' Fagundes | Renda: R$ Cr$ 114 mil Árbitro: Teodoro Nitto |  |

| 23 de Julho de 1961 | Farroupilha               | 2 – 2  | Aimoré                       | Pelotas                                      |  |
|                     | Edelfo 1' · Nei Silva 54' | [ 13 ] | 35' Parobé · 65' Luiz Carlos | Renda: R$ Cr$ 123 mil Árbitro: Camilo Brusca |  |

| 23 de Julho de 1961 | Riograndense | 1 – 5  | Juventude                                               | Rio Grande                                 |  |
|                     | Alcides 32'  | [ 13 ] | 16' Puccinelli · 49' 82' Babá · 73' Raul · 88' Ambrósio | Renda: R$ Cr$ 77 mil Árbitro: Daniel Sacon |  |

| 26 de Julho de 1961 | Grêmio     | 1 – 3  | Farroupilha                      | Porto Alegre                                 |  |
|                     | Marino 79' | [ 14 ] | 15' 30' Celso · 18' Zé Francisco | Renda: R$ Cr$ 578 mil Árbitro: Camilo Brusca |  |

| 30 de Julho de 1961 | Internacional | 1 – 0  | Cruzeiro-RS | Porto Alegre                                 |  |
|                     | Telmo 85'     | [ 15 ] |             | Renda: R$ Cr$ 984 mil Árbitro: Teodoro Nitti |  |

| 30 de Julho de 1961 | Flamengo   | 1 – 0  | Juventude | Caxias do Sul                                |  |
|                     | Tarica 65' | [ 15 ] |           | Renda: R$ Cr$ 284 mil Árbitro: Camilo Brusca |  |

| 30 de Julho de 1961 | Pelotas        | 1 – 2  | Floriano                  | Pelotas                                       |  |
|                     | Enio Souza 88' | [ 15 ] | 23' Raimundo · 67' Miguel | Renda: R$ Cr$ 137 mil Árbitro: Omar Rodrigues |  |

| 30 de Julho de 1961 | Riograndense              | 2 – 2  | Grêmio                 | Rio Grande                             |  |
|                     | Betinho 55' · Bocanha 59' | [ 15 ] | 10' Marino · 62' Paulo | Renda: R$ Cr$ 468 mil Árbitro: Juanola |  |

| 6 de Agosto de 1961 | Grêmio    | 1 – 0  | São José-RS | Porto Alegre                           |  |
|                     | Gessy 89' | [ 16 ] |             | Renda: R$ Cr$ 683 mil Árbitro: Juanola |  |

| 6 de Agosto de 1961 | Floriano         | 5 – 2  | Flamengo        | Novo Hamburgo                                |  |
|                     | Giovani · Miguel | [ 16 ] | Tarica · Marino | Renda: R$ Cr$ 50 mil Árbitro: Omar Rodrigues |  |

| 6 de Agosto de 1961 | Farroupilha                                  | 3 – 1  | Pelotas        | Pelotas                                     |  |
|                     | Zé Francisco 29' · Lelo 38' · Wellington 59' | [ 16 ] | 82' Enio Souza | Renda: R$ Cr$ 251 mil Árbitro: Daniel Sacon |  |

| 6 de Agosto de 1961 | Juventude | 1 – 0  | Guarany de Bagé | Caxias do Sul                               |  |
|                     | Ramon 75' | [ 16 ] |                 | Renda: R$ Cr$ 99 mil Árbitro: Camilo Brusca |  |

| 6 de Agosto de 1961 | Riograndense | 1 – 2  | Aimoré                    | Rio Grande                                   |  |
|                     | Bocanha 34'  | [ 16 ] | 60' Heitorzinho · 75' Uga | Renda: R$ Cr$ 195 mil Árbitro: Teodoro Nitti |  |

| 13 de Agosto de 1961 | Floriano | 0 – 0  | Cruzeiro-RS | Novo Hamburgo                               |  |
|                      |          | [ 17 ] |             | Renda: R$ Cr$ 61 mil Árbitro: Teodoro Nitti |  |

| 13 de Agosto de 1961 | Flamengo         | 2 – 1  | São José-RS | Caxias do Sul                         |  |
|                      | Fagundes 40' 70' | [ 17 ] | 49' Raul    | Renda: R$ Cr$ 87 mil Árbitro: Juanola |  |

| 13 de Agosto de 1961 | Pelotas                    | 2 – 3  | Grêmio                              | Pelotas                                      |  |
|                      | Anito 31' · Bedeusinho 70' | [ 17 ] | 18' Vieira · 82' Milton · 87' Gessy | Renda: R$ Cr$ 683 mil Árbitro: Camilo Brusca |  |

| 13 de Agosto de 1961 | Guarany de Bagé               | 2 – 2  | Internacional     | Bagé                                          |  |
|                      | Sérgio 46' · Ivo Medeiros 90' | [ 17 ] | 51' 83' Sapiranga | Renda: R$ Cr$ 581 mil Árbitro: Omar Rodrigues |  |

| 15 de Agosto de 1961 | Juventude                           | 4 – 3  | Farroupilha     | Caxias do Sul                                 |  |
|                      | Babá 14' · Pucinelli 23' 37' · José | [ 18 ] | 6' 27' 93' Lelo | Renda: R$ Cr$ 220 mil Árbitro: Omar Rodrigues |  |

| 20 de Agosto de 1961 | Juventude | 1 – 2  | Pelotas      | Caxias do Sul                                |  |
|                      | Raul 76'  | [ 19 ] | 9' 48' Anito | Renda: R$ Cr$ 115 mil Árbitro: Teodoro Nitti |  |

| 20 de Agosto de 1961 | Farroupilha                                        | 4 – 1  | São José-RS | Pelotas |  |
|                      | Lelo 17' · Ney Silva 34' 82' · Santos 45' (contra) | [ 19 ] | 53' Alteu   |         |  |

| 20 de Agosto de 1961 | Grêmio                  | 3 – 0  | Guarany de Bagé | Porto Alegre                           |  |
|                      | Paulo Souza 43' 48' 68' | [ 19 ] |                 | Renda: R$ Cr$ 606 mil Árbitro: Juanola |  |

| 20 de Agosto de 1961 | Aimoré       | 1 – 1  | Cruzeiro-RS       | São Leopoldo                                 |  |
|                      | Fernando 70' | [ 19 ] | 50' Paulo Heineck | Renda: R$ Cr$ 50 mil Árbitro: Omar Rodrigues |  |

| 27 de Agosto de 1961 | Juventude               | 3 – 0  | São José-RS | Caxias do Sul         |  |
|                      | José 17' 33' · Babá 45' | [ 20 ] |             | Árbitro: Daniel Sacon |  |

| 10 de setembro de 1961 | Internacional            | 2 – 1  | Grêmio      | Porto Alegre                                   |  |
|                        | Gilberto 27' · Alfeu 78' | [ 21 ] | 62' Lumumba | Renda: R$ Cr$ 3,660 mil Árbitro: Camilo Brusca |  |

| 10 de setembro de 1961 | Aimoré | 0 – 0  | Juventude | São Leopoldo                              |  |
|                        |        | [ 21 ] |           | Renda: R$ Cr$ 9 mil Árbitro: Daniel Sacon |  |

| 17 de setembro de 1961 | Internacional                       | 2 – 1  | Floriano    | Porto Alegre                                  |  |
|                        | Valdir 28' (contra) · Sapiranga 82' | [ 22 ] | 11' Giovani | Renda: R$ Cr$ 682 mil Árbitro: Omar Rodrigues |  |

## Artilharia
- 16 gols: Sapiranga (Internacional)

## Campeão
| Campeão Gaúcho de 1961              |
| Porto Alegre                        |
| ----------------------------------- |
| Internacional Campeão (16.º título) |

| Campeão do Interior de 1961      |
| Pelotas                          |
| -------------------------------- |
| Farroupilha Campeão (2.º título) |